# 村松崇継
村松 崇継（むらまつ たかつぐ、1978年7月2日 - ）は、日本の作曲家である。静岡県浜松市出身。国立音楽大学作曲学科卒業。静岡県浜松市やらまいか大使。中学・高校 音楽教諭免許。温泉ソムリエ。
作曲家として映画・テレビドラマの音楽やテーマパーク、CM、舞台・ミュージカルの音楽を数多く手がけ、様々なジャンルのアーティストへ楽曲を提供して音楽プロデューサーとして活動する一方で、自らもピアニストとしてソロアルバムを発表、コンサート・ライブ等でオリジナル楽曲を中心とした演奏活動を行う。

## 来歴
- 1995年 16歳の時「ミュージックコンテスト in 浜松 第1回ジャパンオープン」で浜松市民賞を受賞。
- 1996年 浜松日体高等学校在学中、ピアノソロアルバム『窓』でデビュー。
- 1997年 国立音楽大学作曲学科へ入学。勉強のかたわら、ジャンルにとらわれることなく学内外のセッションなどで研鑚を積む。
- 1999年 2ndソロアルバム『東京』を発表。
- 2001年 映画『狗神』で初めて映画の音楽を担当する。国立音楽大学作曲学科を卒業。邦画の主題歌をリアレンジした企画盤『brew』をリリース。
- 2004年 NHK連続テレビ小説『天花』の音楽を担当。4thアルバム『spiritual of the mind』をリリース。
- 2006年 NHK土曜ドラマ『氷壁』の主題歌として楽曲提供したリベラ「彼方の光」が、EMIより世界同時リリース。「浜松ゆかりの芸術家」顕彰者として選出される。NHK連続テレビ小説『だんだん』の音楽を担当。
- 2009年 浜松「やらまいか大使」に任命される。EMIミュージック・ジャパンへ移籍、5thアルバム『Piano Sings』でEMIクラシックスよりメジャー・デビュー。「村松崇継 ソロ・ピアノ・コンサートツアー 〜Piano Sings〜」を全国5都市で開催。
- 2011年 神戸のファッションブランドChestyとのコラボレーションアルバム『Lovely Notes of Life』をリリース。
- 2012年 NHK土曜ドラマスペシャル『負けて、勝つ 〜戦後を創った男・吉田茂〜』の主題歌として楽曲提供、プロデュースしたジョシュ・グローバン「この先の道」が世界リリース。
- 2013年 ユニバーサルミュージックによるEMIミュージック・ジャパンの吸収合併に伴い、UNIVERSAL CLASSICS & JAZZの所属となる。日本作編曲家協会理事に就任。編曲・ピアノ演奏を手がけた新沼謙治「ふるさとは今もかわらず（シンフォニック Ver,）」が第55回日本レコード大賞企画賞を受賞。
- 2014年 第81回NHK全国学校音楽コンクール小学校の部課題曲「ゆうき」を作曲。スタジオジブリ作品の米林宏昌監督によるアニメ映画『思い出のマーニー』の音楽を担当する。アルバムタイトル曲の「光へ」を楽曲提供した安倍なつみのアルバム『光へ -classical & crossover-』が第56回日本レコード大賞企画賞に、また「いのちの歌」を収録した竹内まりやのアルバム『TRAD』が第56回日本レコード大賞最優秀アルバム賞に選ばれ、ダブル受賞。
- 2015年 ユニバーサル・スタジオ・ジャパンのクリスマスナイトショー『天使のくれた奇跡III 〜The Voice of an Angel〜』にユニバーサル・スタジオ・ジャパン×LIBERA×村松崇継のタイアップコラボレーションを発表。
- 2017年 音楽を担当した映画『64-ロクヨン- 前編/後編』で 日本アカデミー賞において、優秀音楽賞を受賞。
- 2017年 スタジオポノックの第一回長編アニメーション映画「メアリと魔女の花」の音楽を手がける。
- 2018年 音楽を担当した映画『8年越しの花嫁 奇跡の実話』で日本アカデミー賞において優秀音楽賞を受賞。自身初の2年連続の受賞。7月期ドラマ『ラストチャンス 再生請負人』にてシンガーソングライターとして主題歌を担当。ドラマの音楽プロデューサーとして劇伴も担当。
- 2019年 イギリス映画誌『エンパイア』ウェブサイトで発表された「Best Movie Soundtrack Songs Of 2018」に村松が作曲した楽曲「メアリのテーマ」が選ばれる[1]。エンディングテーマ作曲演奏し、音楽に参加した中国の優酷（Youku）のドラマ『長安二十四時』アジア全土、北米で配信となる。
- 2021年 音楽を担当した映画『護られなかった者たちへ』で日本アカデミー賞において優秀音楽賞を受賞。自身3度目の受賞。
- 2023年 作編曲した「こころ万華鏡」（歌唱 山内惠介）が、藤田まさと賞を受賞。
- 2024年 Netflix映画「クレイジークルーズ （英題: In Love and Deep Water)」が Music UK Awards 2023にて、SCORE OF THE YEARとORIGINAL SCORE FOR A COMEDY FILMの2部門に、ハリウッド映画の大作と並んでノミネートされ、BEST ORIGINAL SOCRE FOR A COMEDY FILMを受賞。
- 2024年 Netflix映画「クレイジークルーズ （英題: In Love and Deep Water)」が Film Tracks Awards 2023にて、TOP FILM SCORES部門の5作品にハリウッド映画の大作と並んでノミネート。さらに、TOP FILM CUES部門の20作品にサウンドトラックの「Reality」がノミネートされ、最優秀賞を受賞。
- 2024年、第66回日本レコード大賞にて、作編曲した「紅の蝶」（歌唱 山内惠介）が、優秀作品賞（大賞ノミネート作品）を受賞。
- 2025年、MUSIC AWARDS JAPAN 2025にて、作編曲した「紅の蝶」（歌唱 山内惠介）が、最優秀演歌・歌謡曲楽曲賞を受賞。

## 人物
浜松市で生まれ育ち、幼稚園の憧れの先生に褒められたい一心で5歳の時にピアノを始める。小学生になるとヤマハ音楽教室で学び、ピアノが唯一の友達というピアノ漬けの毎日の中で、テレビアニメのテーマ曲等の旋律に自らアレンジした伴奏を加えて演奏し楽しむようになった。この教室では同学年の上原ひろみが同時期に学んでいた。高学年になり、ピアノ発表会での演奏中に即興で曲を作って演奏したのが思いのほか好評だったことなどをきっかけに次第に作曲に目覚めるようになる。中学生になると、アラン・シルヴェストリが手がけた映画『バック・トゥ・ザ・フューチャー PART2』の音楽に出会って衝撃を受け、15歳の時に映画音楽の作曲家になることを志す。
浜松日体高等学校在学中にピアノソロアルバム『窓』でミディよりデビュー。国立音楽大学作曲学科在学中にはセカンド・アルバム『東京』をリリースし、映画『狗神』で初めて映画音楽を担当。大学卒業後は、数多くの映画・テレビドラマ等の音楽を次々に手がけ、25歳の時にNHK連続テレビ小説『天花』の音楽を担当、映画・ドラマの音楽以外にもクラシックからポピュラーまで様々なジャンルのアーティストへ楽曲を提供し、リベラをはじめとする海外アーティストとも共演する傍らで、自らもピアニストとして『brew』『spiritual of the mind』と2枚のソロアルバムを発表するなど演奏活動も積極的に行う。EMIミュージック・ジャパンへ移籍しアルバム『Piano Sings』をリリースしてメジャー・デビューすると、「村松崇継 ソロ・ピアノ・コンサートツアー 〜Piano Sings〜」を全国5都市で開催した。音楽を担当したドラマ『負けて、勝つ 〜戦後を創った男・吉田茂〜』では主題歌「この先の道」でアメリカの世界的歌手ジョシュ・グローバンとアジア人作曲家、ピアニストとして初のコラボレーションを果たした。
スイーツとトイプードルの愛犬リックをこよなく愛し、その風貌やイメージから一部のファンからは「王子」と称される。中学生の時にアラン・シルヴェストリ宛に弟子入りを求める英文の手紙を50通送ったり、NHKドラマ『氷壁』ではリベラのプロデューサーへ自らアプローチして主題歌「彼方の光」でのコラボレーションを実現した。近年では、映画メアリと魔女の花で作曲したメアリのテーマが、インストゥメンタル曲としては、異例のイギリスの映画誌『エンパイア』のウェブサイトで発表された「Best Movie Soundtrack Songs Of 2018」に選ばれるとともに中国の優酷（Youku）のドラマ「長安十二時辰」の音楽、エンディングテーマを担当し、ドラマが、アジア全土、北米で配信へと広がりをみせ、国境を越え活動が多岐に渡る。

## 作品

### 映画
- 狗神（2001年）
- 突入せよ!「あさま山荘」事件（2002年）
- 自由戀愛（2004年）
- 魍魎の匣（2007年）
- オリヲン座からの招待状（2007年）
- 夕凪の街 桜の国（2007年）
- クライマーズ・ハイ（2008年）
- 誰も守ってくれない（2009年）
- 大奥（2010年）
- アントキノイノチ（2011年）
- 大奥〜永遠〜［右衛門佐・綱吉篇］（2012年）
- 遺体 明日への十日間（2013年）
- 抱きしめたい -真実の物語-（2014年）
- at Home アットホーム（2015年）
- 64-ロクヨン- 前編/後編（2016年）
- グッドモーニングショー（2016年）
- 8年越しの花嫁 奇跡の実話（2017年）
- あの日のオルガン（2019年）
- そして、生きる（2019年）
- 護られなかった者たちへ（2021年）
- 牛首村（2022年）
- とんび（2022年）
- クレイジークルーズ（2023年 Netflix ）
- 蔵のある街（2025年）

### アニメ映画
- 思い出のマーニー（2014年）
- メアリと魔女の花（2017年）
- 夜明け告げるルーのうた（2017年）[3]
- カニーニとカニーノ（2018年）
- 漁港の肉子ちゃん（2021年）
- Tomorrow's Leaves（2021年）
- 火の鳥 エデンの宙（2023年 Disney+）
- 火の鳥 エデンの花（2023年）
- ChaO（2025年）

### テレビ

#### ドラマ
- 連続テレビ小説（NHK）
  - 天花（2004年）
  - だんだん（2008年）
- 偽りの花園（2004年、東海テレビ）
- 日本の、これから 人口減少社会 近未来ドラマ「幸福2020」（2005年、NHK）
- 契約結婚（2005年、東海テレビ）
- 氷壁（2006年、NHK）
- 命の奇跡（2006年、CBC）
- 監査法人（2008年、NHK）
- ドラマW（WOWOW）
  - 君の望む死に方（2008年）
  - 扉は閉ざされたまま（2008年）
- 誰も守れない（2009年、フジテレビ）
- 小公女セイラ（2009年、TBS）
- 大阪ラブ&ソウル この国で生きること（2010年、NHK）
- マドンナ・ヴェルデ〜娘のために産むこと〜（2011年、NHK）
- アントキノイノチ〜プロローグ〜 天国への引越し屋（2011年、TBS）
- 蝶々さん〜最後の武士の娘〜（2011年、NHK）
- 大地のファンファーレ（2012年、NHK）
- もう一度君に、プロポーズ（2012年、TBS）
- 赤い糸の女（2012年、東海テレビ）
- 負けて、勝つ 〜戦後を創った男・吉田茂〜（2012年、NHK）
- 大奥〜誕生［有功・家光篇］（2012年、TBS）
- 連続ドラマW（WOWOW）
  - 地の塩（2014年）
  - 株価暴落（2014年）
  - 翳りゆく夏（2015年）
  - コールドケース 〜真実の扉〜（2016年、ワーナー・ブラザース）
  - そして、生きる（2019年）
- 妻たちの新幹線（2014年、NHK）
- 未解決の女 警視庁文書捜査官（2018年、テレビ朝日）
- ラストチャンス　再生請負人（2018年、テレビ東京）
- 昭和元禄落語心中（2018年、NHK）
- 長安二十四時（2019年、優酷）
- 竜の道 二つの顔の復讐者（2020年、カンテレ）
- 70才、初めて産みますセブンティウイザン。（2020年、NHK）
- 未解決の女 警視庁文書捜査官　シーズン2（2020年、テレビ朝日）
- 桜の塔（2021年、テレビ朝日）
- しずかちゃんとパパ（2022年、NHK）
- 悪女について（2023年、NHK）
- バンカケ〜警視庁自動車警ら隊（2023年、テレビ東京）
- この素晴らしき世界（2023年、フジテレビ）
- 万博の太陽（2024年、テレビ朝日 開局65周年記念ドラマプレミアム）
- 南くんが恋人!?（2024年、テレビ朝日）
- あなたを奪ったその日から（2025年、カンテレ）

#### バラエティ
- おぎやはぎの愛車遍歴 NO CAR, NO LIFE!（2015年3月28日 - 、BS日テレ） エンディングテーマ「NO CAR, NO LIFE! 〜愛車遍歴のテーマ〜」

#### アニメ
- ひめちぇん!おとぎちっくアイドル リルぷりっ（2010年、テレビ東京）

#### ドキュメンタリー
- 知られざる物語 京都1200年の旅（2011年 - 2014年、BS朝日） エンディングテーマ「希望という花を」
- news zero ZERO HUMAN 日本テレビテーマ曲「笑顔こそ最高のジュエリー」
- 京都ぶらり歴史探訪（2016年 - 2023年 BS朝日） オープニングテーマ、エンディングテーマ「京都ー悠久の時を超えて」

#### CM
- 日本電話施設（高嶋ちさ子「ガンジス」）
- パナソニック「VIERA」（リベラ「彼方の光」）
- ユニバーサル・スタジオ・ジャパン
  - 「ユニバーサル・ワンダー・クリスマス2011」（リベラ「彼方の光」）
  - 「ユニバーサル・ワンダー・クリスマス2012」（リベラ「生命の奇跡」）
  - 「ユニバーサル・ワンダー・クリスマス2013」（リベラ「生命の奇跡」）
  - 「ユニバーサル・ワンダー・クリスマス2014」（リベラ「生命の奇跡」）
  - 「ユニバーサル・ワンダー・クリスマス2015」（リベラ「天使のくれた奇跡」）
  - 「ユニバーサル・ワンダー・クリスマス2016」（リベラ「天使のくれた奇跡」）
- 日本生命保険（「いのちの歌」）
- 花王 消臭ストロングシリーズ「親子は続くよ」篇（2017年）
- JAC Recruitment （夏川りみ「はじまりの歌〜威風堂々〜」）（2022年）
- 高砂熱学工業（手嶌葵「風につつまれて」）（2023年）

### ラジオ
- FMシアター『ケンタウルスの死』（2008年、NHK-FM）

### 舞台・ミュージカル
- 劇団四季ソング&ダンスPART3〜RUN TO THE FUTURE〜（2004年、演出：加藤敬二） 編曲
- ミュージカル キャバレー（2004年、演出：グレン・ウォルフォード） 音楽編曲担当
- 舞台 その男（2009年、演出：ラサール石井） 編曲
- 金色のコルダ ステラ・ミュージカル（2010年）音楽担当
- 第5回こどもミュージカル鈴の音〜時を超えて〜 （2016年） 作曲・音楽監督
- MBS 萬福寺音舞台（2016年） 作曲・音楽監督
- MBS 西本願寺音舞台（2021年） 作曲・音楽監督・ピアノ

### テーマパーク
- ハウステンボス「HANABI in ハウステンボス」（2004年） 作曲

- ユニバーサル・スタジオ・ジャパン「モンスターライブ2005」（2005年） 編曲担当
- ユニバーサル・スタジオ・ジャパン「シュレックパレード」（2007年）音楽担当
- ユニバーサル・スタジオ・ジャパン「ミュージカルファンタジーファンタスティックワールド」（2008年） 音楽担当
- ユニバーサル・スタジオ・ジャパン　ユニバーサル・ワンダー・クリスマス「天使のくれた奇跡Ⅲ」（2015年）音楽担当
- ユニバーサル・スタジオ・ジャパン「スペクタクル・オブ・ライツ」（2022年）音楽担当
- 韓国ロッテワールド 35周年パレード「WORLD OF LIGHT」（2024年）音楽担当

### その他
- 浜名湖花博 浜松産業館「E〜RA」（2004年） 音楽担当
- 岡田ひとみ個展「ねんドル10周年 ねんどでミニチュアワンダーランド」（2012年） イメージミュージック「みんなの森」作曲
- 魂の歌 〜東日本大震災復興支援音楽プロジェクト〜（2013年） 「誓い」作曲・指揮
- 遠鉄グループソング「街と生きる」（2014年） 作曲
- NHK全国学校音楽コンクール 第81回小学校の部 課題曲「ゆうき」（2014年）作曲

- 千葉県南房総市立千倉小学校 校歌（2014年） 作曲[4]
- 静岡県立浜松湖北高等学校 校歌「新しい歌をうたおう」（2015年） 作曲[5][6]
- NHK全国学校音楽コンクール 第90回小学校の部 課題曲「緑の虎」（2023年）作曲

- EXPO 2025 大阪・関西万博 三菱グループ「三菱未来館」（2025年）音楽担当

## 楽曲提供
- 神谷百子（マリンバ） 「Land」（2002年） - アルバム『マリンバ・ヴィルトゥオーソ』収録
- 高木綾子（フルート） 「Earth」（2003年） - アルバム『EARTH〜フルート名曲の旅』収録
- 高嶋ちさ子（バイオリン） 「ガンジス」（2004年） - 日本電話施設 CMソング、アルバム『freedom〜chisako style music』収録
- 唐澤まゆこ（ソプラノ）アルバム『なつかしい未来〜日本のうた』（2005年） プロデュース
- minimums（パーカッション） 「紙について思う僕のいくつかの事」（2006年） - アルバム『minimums』収録
- 内田奈織（ハープ） アルバム『ハープ協奏曲「希望への翼」』（2006年） プロデュース
- 上松美香（アルパ） 「次なる扉」（2006年）
- リベラ 「彼方の光（Far Away）」（2006年） - ドラマ『氷壁』主題歌、パナソニック「VIERA」CMソング、ユニバーサル・スタジオ・ジャパンCMソング
- 羊毛とおはな 「Rain」（2007年） - アルバム『LIVE IN LIVING '07』収録、ドラマ『扉は閉ざされたまま』主題歌
- 鈴木慶江（ソプラノ） 「ユー・レイズ・ミー・アップ」（2007年） 編曲 - アルバム『Soave』収録
- リベラ「あなたがいるから（You Were There）」（2008年） - 映画『誰も守ってくれない』 主題歌
- 茉奈 佳奈 「いのちの歌」（2009年） - 連続テレビ小説『だんだん』 劇中歌
- 岡本知高（ソプラニスタ） 「道標」（2009年） 編曲・ピアノ演奏
- リベラ「生命（いのち）の奇跡（Song of Life）」（2011年） - ドラマ『マドンナ・ヴェルデ〜娘のために産むこと〜』 主題歌、ユニバーサル・スタジオ・ジャパンCMソング
- 夏川りみ 「あすという日が」（2011年） 編曲・ピアノ演奏
- 神谷百子（マリンバ） 「満開の木漏れ日」「スピリット」「光の幻影」（2011年） - アルバム『Pieces of Peace』収録
- 竹内まりや 「いのちの歌」（2012年） 作編曲・ピアノ演奏 - ドキュメンタリードラマ『開拓者たち』 主題歌、映画『嫌な女』 主題歌
- フィージン（テノール） 「彼方の光（日本語ヴァージョン）」（2012年） 作編曲・ピアノ演奏 - アルバム『イルミネーションズ〜光満ちる時へ』収録
- 徳山秀典 「Love is... feat. KoN」（2012年） - アルバム『puresoul』収録、ドラマ『赤い糸の女』 エンディングテーマ曲
- ジョシュ・グローバン 「この先の道」（2012年） 作編曲・ピアノ演奏 - ドラマ『負けて、勝つ 〜戦後を創った男・吉田茂〜』 主題歌
- KoN（バイオリン） 「赤い糸」（2012年） - アルバム『KoN 〜Nuevo Impacto〜』収録、ドラマ『赤い糸の女』 メインテーマ曲
- SHANTI 「Pray for the World」（2013年） - 映画『遺体 明日への十日間』 エンディングテーマ曲
- 新沼謙治 「ふるさとは今もかわらず（シンフォニック Ver.）」（2013年） 編曲・ピアノ演奏
- SUPER JUNIOR「いのちの歌」作編曲（2013年、Blu-ray/DVD『SUPER JUNIOR WORLD TOUR SUPER SHOW5 in JAPAN 』）
- プリシラ・アーン 「I Am Not Alone」（2014年） 作編曲・ピアノ演奏 - 『思い出のマーニー』歌集アルバム『あなたのことが大すき。』収録
- 芦田愛菜 「ゆうき」（2014年） 作編曲 - 第81回NHK全国学校音楽コンクール 小学校の部 課題曲
- 安倍なつみ 「光へ」（2014年） - アルバム『光へ -classical & crossover-』収録
- 麻衣 「わたしの光」（2015年） 作編曲 - アニメ『おじゃる丸スペシャル わすれた森のヒナタ』主題歌
- リベラ 「天使のくれた奇跡」（2015年） - ユニバーサル・スタジオ・ジャパンCMソング
- クミコ 「しゃくり泣き」（2017年）松本隆作詞 アルバム「デラシネ」収録
- May J.「天使のくれた奇跡」（2018年）作編曲・ピアノ演奏
- 東京混声合唱団委嘱作品「あなたへ」（2018年）
- 鶫真衣「そして、未来へ」（2020年）作曲
- 藤原道山「Blowin' in the wind」（2020年）作編曲
- 高木綾子 「Beyond the road」（2020年）作編曲
- クミコ『人生のメリーゴーランド』（2021年）編曲
- 手嶌葵「ただいま」(2021年）作編曲 - 『TBS日曜劇場天国と地獄〜サイコな2人〜』主題歌
- Forestella 「Angel」（2021年）作曲
- 鈴木瑛美子「My Dearest」（2022年）作詞、作編曲
- Cocomi デビューアルバム『de l’amour』（2022年）編曲
- Forestella「Save Our Lives」（2022年）作編曲
- 夏川りみ「はじまりの歌〜威風堂々〜」（2022年）作編曲JAC Recruitment CMソング
- 工藤静香「感受 Shizuka Kudo 35th Anniversary self-cover album」より「慟哭」「めちゃくちゃに泣いてしまいたい」「黄砂に吹かれて」「MUGO・ん…色っぽい」「Ice Rain」（2022年）編曲
- 山内惠介「こころ万華鏡」（2023年）作編曲
- リベラ「永遠の絆」（2023年）作編曲
- Wakana「希望」（2023年）作曲
- 島津亜矢「笑い話」（2023年）作編曲
- 工藤静香「勇者の旗」『テレビ朝日科捜研の女season23』主題歌　CW「孤独なラプソディー」（2023年）作編曲
- 薬師丸ひろ子「きみとわたしのうた featuring LIBERA」「はるか」（2024年）作編曲
- 山内惠介「紅の蝶」「海、光る」（2024年）作編曲
- 手嶌葵「風につつまれて」（2025年）作編曲『蔵のある街』主題歌　高砂熱学 CMソング（2023年）

## ディスコグラフィ

### シングル
|   | 発売日         | タイトル                                 | レーベル         | 詳細 |
| - | -------------- | ---------------------------------------- | ---------------- | --- |
| 1 | 2015年12月9日  | NO CAR, NO LIFE! 〜愛車遍歴のテーマ〜    | 日本テレビ音楽   | 配信限定 BS日テレ『おぎやはぎの愛車遍歴 NO CAR, NO LIFE!』エンディングテーマ                                |
| 2 | 2017年12月15日 | 天使のくれた奇跡 / 村松崇継 feat. May J. | Climbing Records | 配信限定 ユニバーサル・スタジオ・ジャパン『ユニバーサルワンダークリスマス 天使のくれた奇跡』テーマ曲        |
| 3 | 2018年6月4日   | いのちの歌/村松崇継ver.                  | Climbing Records | 配信限定 連続テレビ小説だんだんで誕生した名曲を遂にカバー。これを機にシンガーソングライターとして始動した。 |
| 4 | 2019年7月1日   | We'll be together                        | Climbing Records | 配信限定 自身が制作したカニーニとカニーノのメインテーマに歌詞を付けて歌唱曲にした作品                       |

### オリジナル・アルバム
|   | 発売日         | タイトル              | レーベル         | 詳細                                                   |
| - | -------------- | --------------------- | ---------------- | ------------------------------------------------------ |
| 1 | 1996年11月25日 | 窓                    | ミディ           | デビューアルバム                                       |
| 2 | 1999年11月10日 | 東京                  | ミディ           |                                                        |
| 3 | 2001年9月12日  | brew                  | ミディ           | 邦画の主題歌をリアレンジした企画盤                     |
| 4 | 2004年7月7日   | spiritual of the mind | ミディ           |                                                        |
| 5 | 2009年2月18日  | Piano Sings           | EMIクラシックス  | EMIクラシックス移籍後のメジャーデビューアルバム        |
| 6 | 2011年11月9日  | Lovely Notes of Life  | EMIクラシックス  | ファッションブランドChestyとのコラボレーションアルバム |
| 7 | 2018年8月22日  | 青き海辺のカタルシス  | Climbing Records | 本人歌唱の「いのちの歌」他7曲収録                      |
| 8 | 2019年10月16日 | 道標                  | Climbing Records | 昭和元禄落語心中のテーマ曲他7曲収録                    |

### サウンドトラック
|    | 発売日         | タイトル                                 | レーベル                         | 詳細                                  |
| -- | -------------- | ---------------------------------------- | -------------------------------- | ------------------------------------- |
| 1  | 2001年1月24日  | 狗神                                     | ミディ                           |                                       |
| 2  | 2001年2月21日  | 狗神〜ピアノ・バージョン                 | ミディ                           |                                       |
| 3  | 2002年5月22日  | 突入せよ!「あさま山荘」事件              | ミディ                           |                                       |
| 4  | 2004年7月7日   | 連続テレビ小説「天花」                   | avex trax                        |                                       |
| 5  | 2005年8月10日  | 契約結婚                                 | 日本クラウン                     |                                       |
| 6  | 2006年2月1日   | 氷壁                                     | EMIクラシックス                  |                                       |
| 7  | 2006年4月26日  | 偽りの花園                               | テイチクエンタテインメント       |                                       |
| 8  | 2007年7月11日  | 夕凪の街 桜の国                          | テイチク                         |                                       |
| 9  | 2007年10月17日 | オリヲン座からの招待状                   | ユニバーサルクラシックス         |                                       |
| 10 | 2007年12月7日  | 魍魎の匣                                 | ジェネオン                       |                                       |
| 11 | 2008年7月2日   | クライマーズ・ハイ                       | 日本コロムビア                   |                                       |
| 12 | 2008年10月24日 | 監査法人                                 | NHKエンタープライズ              |                                       |
| 13 | 2008年12月24日 | 連続テレビ小説「だんだん」               | NAYUTAWAVE RECORDS               |                                       |
| 14 | 2009年1月21日  | 誰も守ってくれない                       | EMIクラシックス                  |                                       |
| 15 | 2009年12月2日  | 小公女セイラ                             | HARBOR RECORDS                   |                                       |
| 16 | 2010年7月24日  | 金色のコルダ ステラ・ミュージカル        | アニプレックス                   |                                       |
| 17 | 2010年9月29日  | 大奥                                     | Anchor Records                   |                                       |
| 18 | 2011年4月27日  | マドンナ・ヴェルデ〜娘のために産むこと〜 | EMIクラシックス                  |                                       |
| 19 | 2011年11月16日 | アントキノイノチ                         | EMIクラシックス                  |                                       |
| 20 | 2012年2月29日  | 大地のファンファーレ                     | NHK出版                          | iTunes Storeによる配信限定            |
| 21 | 2012年6月6日   | もう一度君に、プロポーズ                 | Anchor Records                   |                                       |
| 22 | 2012年9月26日  | 負けて、勝つ 〜戦後を創った男・吉田茂〜  | スザクミュージック               |                                       |
| 23 | 2012年10月24日 | 赤い糸の女                               | スザクミュージック               |                                       |
| 24 | 2012年12月19日 | 大奥〜誕生［有功・家光篇］               | Anchor Records                   |                                       |
| 25 | 2012年12月19日 | 大奥〜永遠〜［右衛門佐・綱吉篇］         | Anchor Records                   |                                       |
| 26 | 2013年2月20日  | 遺体 明日への十日間                      | 日本コロムビア                   |                                       |
| 27 | 2014年1月29日  | 抱きしめたい -真実の物語-                | Anchor Records                   |                                       |
| 28 | 2014年3月26日  | 地の塩                                   | スザクミュージック               |                                       |
| 29 | 2014年7月16日  | 思い出のマーニー                         | 徳間ジャパンコミュニケーションズ |                                       |
| 30 | 2015年8月19日  | at Home アットホーム                     | 映画『at Home』製作委員会        | 配信限定                              |
| 31 | 2016年5月3日   | 64-ロクヨン- 前編/後編                   | SMM itaku                        | 第40回日本アカデミー賞 優秀音楽賞受賞 |
| 32 | 2016年10月5日  | グッドモーニングショー                   | キューンミュージック             |                                       |
| 33 | 2016年12月14日 | コールドケース 〜真実の扉〜              | SMM itaku                        |                                       |
| 34 | 2017年7月5日   | メアリと魔女の花                         | トイズファクトリー               |                                       |
| 35 | 2017年12月13日 | 8年越しの花嫁 奇跡の実話                 | SMM itaku                        | 第41回日本アカデミー賞 優秀音楽賞受賞 |
| 36 | 2018年8月22日  | ちいさな英雄-カニとタマゴと透明人間-     | スタジオポノック                 | 配信限定                              |
| 37 | 2020年9月2日   | 竜の道 二つの顔の復讐者                  | アミューズ                       |                                       |
| 38 | 2020年9月16日  | 未解決の女 警視庁文書捜査官              | バップ                           |                                       |
| 39 | 2021年6月9日   | 桜の塔                                   | バップ                           |                                       |
| 40 | 2021年6月9日   | 漁港の肉子ちゃん                         | よしもとミュージック             |                                       |
| 41 | 2021年9月29日  | 護られなかった者たちへ                   | Showtic by SHOCHIKU RECORDS      | 第45回日本アカデミー賞 優秀音楽賞受賞 |
| 42 | 2022年3月23日  | とんび                                   | Rambling RECORDS                 |                                       |
| 43 | 2022年4月6日   | 牛首村                                   | Rambling RECORDS                 |                                       |
| 44 | 2022年4月20日  | しずかちゃんとパパ                       | Rambling RECORDS                 |                                       |
| 45 | 2023年9月6日   | この素晴らしき世界                       | ポニーキャニオン                 |                                       |
| 46 | 2023年9月15日  | PHOENIX：EDEN17                          | Milan Records                    |                                       |
| 47 | 2023年10月25日 | 火の鳥 エデンの花                        | Rambling RECORDS                 | 配信：Disney+ (エデンの宙）           |
| 48 | 2023年11月17日 | クレイジークルーズ                       | Rambling RECORDS                 | 配信：Netflix                         |
| 49 | 2024年9月4日   | 南くんが恋人!?                           | バップ                           |                                       |
| 50 | 2025年6月4日   | あなたを奪ったその日から                 | 日本コロムビア                   |                                       |
| 51 | 2025年7月23日  | 蔵のある街                               | SHOCHIKU RECORDS                 |                                       |
| 52 | 2025年7月23日  | JOURNEY TO LIFE                          | Wisteria Project                 | EXPO 2025 大阪・関西万博 三菱未来館   |

## 楽譜
|   | 発売日         | タイトル                                                        | 出版社                     | 詳細 |
| - | -------------- | --------------------------------------------------------------- | -------------------------- | --- |
| 1 | 2009年2月28日  | NHK連続テレビ小説「だんだん」 オリジナル楽譜シリーズ いのちの歌 | NHK出版                    | デュエット＆ピアノのための楽譜とピアノソロのための楽譜で構成 |
| 2 | 2009年3月6日   | ピアノソロ 村松崇継 Piano Sings                                 | ヤマハミュージックメディア | アルバム『Piano Sings』収録曲 全13曲 絶版 |
| 3 | 2012年12月22日 | ピアノソロ 村松崇継 Best Selection 〜『だんだん』『大奥』ほか〜 | ヤマハミュージックメディア | 「この先の道」「赤い糸の女 メインテーマ」「もう一度君に、プロポーズ プロローグ〜メインテーマ」「生命の奇跡」「大奥 メインテーマ」 「彼方の光」「あなたがいるから」他 全21曲 |

## 出演

### ライブ・コンサート

#### ソロ
- 金沢城四季物語“城を弾く”（2001-2003年）
- 金沢城四季物語「コンサート〜城を弾く〜」（2004年、金沢城公園 三の丸広場）
- 浜松ゆかりの芸術家顕彰記念事業 村松崇継ピアノコンサート Sing by Piano vol.1（2008年、アクトシティ浜松 中ホール）
- 第53回かすがい芸術劇場 村松崇継ピアノコンサート Sing by Piano vol.2（2008年、文化フォーラム春日井 視聴覚ホール）
- 村松崇継ピアノコンサート（2008年、北國新聞赤羽ホール）
- 郷の音ホールとっておきシリーズ vol.2 村松崇継ピアノコンサート（2009年、三田市総合文化センター 郷の音ホール）
- Midtown Blossom 2009 "Midtown Blossom Lounge"（2009年、東京ミッドタウン キャノピー・スクエア）
- 村松崇継 ソロ・ピアノ・コンサートツアー Piano Sings（2009年、新潟：だいしホール、福岡：Gate's 7、広島：ゲバントホール、大阪：ザ・フェニックスホール、東京：Hakuju Hall）
- 朝日新聞 GLOBE LIVE '09（2009年、兵庫県立芸術文化センター KOBELCO大ホール）
- 第24回国民文化祭・しずおか2009 オープニングイベント「村松崇継コンサート〜Feel The World〜」（2009年、浜名湖立体花博）
- 村松崇継コンサートツアー Piano Sings Xmas 〜あなたのXmasを曲にします!〜（2009年、西宮：兵庫県立芸術文化センター 神戸女学院小ホール、東京：Hakuju Hall）
- ヤマハクラビノーバCVPスペシャルライブ 村松崇継「Piano Sings」（2010年、新ヤマハ銀座ビル ポータル）
- 村松崇継ソロ・ピアノ・コンサート〜Piano Sings〜（2010年、大和高田市文化会館 さざんかホール）
- 村松崇継ソロピアノコンサート2010 Piano Sings II（2010年、名古屋：電気文化会館 ザ･コンサートホール、東京：Hakuju Hall）
- 朝日新聞 GLOBE LIVE 2010 〜明日を元気にするために〜 （2010年、東京国際フォーラム ホールC）
- 村松崇継ピアノコンサート（2010年、アクトシティ浜松 中ホール）
- びわ湖・アート・フェスティバル2011 スペシャルコンサート 村松崇継&花井悠希（2011年、滋賀県立芸術劇場 びわ湖ホール 大ホール）
- 平安神宮紅しだれコンサート2011〜こころのふるさと〜（2011年、平安神宮）
- 村松崇継 CONCERT 2011〜Women's Happy Life〜（2011年、東京：Hakuju Hall、大阪：ザ・フェニックスホール）
- 村松崇継 Piano Sings 2012〜この先の道〜（2012年、STB139)
- 村松崇継 ピアノ・コンサート〜Piano Sings Vol.2〜（2013年、大和高田市文化会館 さざんかホール）
- 村松崇継 Piano Sings 2013（2013年、STB139)
- 村松崇継 Piano Sings 2014 with 「思い出のマーニー」（2014年、東京：よみうり大手町ホール、大阪：ザ・フェニックスホール）
- 村松崇継 Piano Sings 2022（新潟：新潟県民会館 小ホール）
- 遠州鉄道プレゼンツ 村松崇継 LIVE 2022（浜松：ホテルコンコルド浜松 雲海の間）
- 村松崇継 Piano Sings at Blue Note Tokyo featuring 宮田大, 宮本笑里＆藤木大地（2023年 ブルーノート東京）
- 村松崇継 Piano Sings at 八ヶ岳高原音楽堂 with 宮田大（2023年 八ヶ岳高原音楽堂）
- 村松崇継 Piano Sings 2023（新潟：新発田市民文化会館 小ホール）
- 村松崇継 Piano Sings 2023（大阪：東大阪市文化創造館 ジャトーハーモニー 小ホール）
- 遠州鉄道プレゼンツ 村松崇継 LIVE 2023（浜松：ホテルコンコルド浜松 雲海の間）
- 遠州鉄道プレゼンツ 村松崇継 LIVE 2024（浜松：ホテルコンコルド浜松 雲海の間）
- 村松崇継 コンサート in KOREA 2024（韓国ソウル：Seoul Arts Center Concert Hall）

#### ゲスト・サポート
- 唐澤まゆこ ソプラノ・リサイタル（2006年、東京文化会館 小ホール）
- 映画『夕凪の街 桜の国』1000人の上映会 with 内田奈織 ハープ コンサート（2007年、海峡メッセ下関 イベントホール）
- 内田奈織HARP to HEARTコンサート〜Love & Favorite Songs〜（2007年、東京オペラシティ 近江楽堂） ゲスト出演
- minimumsコンサート〜Marimba & Percussion〜（2007年、横浜みなとみらいホール 小ホール） ゲスト出演
- 2009母に感謝のコンサート（2009年、大阪城ホール） 茉奈 佳奈との共演
- 朗読活劇 Recita Calda（レチタ・カルダ）「義経」（2009年、京都：壬生寺、東京：増上寺本殿特設ステージ）
- 上妻宏光 ASIA UNIT TOUR 2009（2009年、恵比寿ザ・ガーデンルーム） ゲスト出演
- 茉奈 佳奈スペシャルコンサート「いのちの歌」（2009年、Bunkamuraオーチャードホール） ゲスト出演
- 姿月あさとコンサート「Re.fine」（2009年、恵比寿ザ・ガーデンルーム）
- LIVE 春・歌・集・燈 （2010年、NHK大阪ホール） 茉奈 佳奈との共演
- ジョイフル・ピアノ・フェスタ2010（2010年、大和高田市文化会館 さざんかホール） ゲスト出演
- 茉奈 佳奈 1st LIVE TOUR「ふたりうた2010」〜はじめてツアーやります!!〜 東京公演（2010年、赤坂BLITZ） ゲスト出演
- フィージン Whee Jine Concert in Autumn, 2011 ただ愛のために（2011年、東京オペラシティ コンサートホール・タケミツメモリアル） ゲスト出演
- ジョイフル・ピアノ・フェスタ2013（2013年、大和高田市文化会館 さざんかホール） ゲスト出演
- 浜松市東区市民映画音楽祭（2014年、浜松市立与進中学校体育館）
- LIBERA Christmas Tour 2015 天使のくれた奇跡（2015年、大阪府立国際会議場（グランキューブ大阪）、東京オペラシティコンサートホール） ゲスト出演
- 第四回 ならピ！Nara Piano Friends（2016年、奈良県文化会館国際ホール）ゲスト出演
- MBS 萬福寺音舞台 (2016年）音楽監督、ゲスト出演
- MBS 西本願寺音舞台（2021年）音楽監督、出演
- Celebration of the Life and Music of Robert Prizeman ゲスト出演（2022年 ロンドン）
- LIBERA Angel Voice Tour 2023 絆〜Forever (2023年、大阪フェスティバルホール、東京 LINE CUBE SHIBUYA）ゲスト出演
- 山内惠介プレミアムコンサート2023（2023年、東京国際フォーラムA）ゲスト出演

フィルム・コンサート
- 映画「火の鳥 エデンの花」シネマ・シンフォニー（2023年 高崎芸術劇場 大劇場）音楽・指揮担当、演奏：群馬交響楽団
- 映画「火の鳥 エデンの花」シネマ・シンフォニー（2024年 武蔵野市民文化会館 大ホール）音楽・指揮担当、演奏：群馬交響楽団

### テレビ
- トップランナー（2007年10月20日、NHK総合）
- スタジオパークからこんにちは（2009年2月16日、NHK総合）
- ぐるっと関西プラス（2009年2月28日、NHK総合）
- ココロの旅（2009年4月28日、関西テレビ）
- NHK歌謡コンサート（2011年4月10日、NHK総合） 夏川りみ「あすという日が」 編曲・ピアノ演奏
- 家族で選ぶにっぽんの歌（2011年5月5日、NHK総合） 森進一「ヨイトマケの唄」 編曲・ピアノ演奏
- NHK歌謡コンサート（2011年10月18日、NHK総合）ケルティック・ウーマン「ユー・レイズ・ミー・アップ〜絆ヴァージョン」 編曲
- NHK歌謡コンサート（2013年4月9日・5月28日・11月19日、NHK総合） 新沼謙治「ふるさとは今もかわらず（シンフォニック Ver,）」 編曲・ピアノ演奏
- 魂の歌 〜今、日本人なら聴いておきたい8人の作曲家〜（2013年6月23日、BSフジ）
- 発表! Nコン2014課題曲（2014年2月23日、NHK Eテレ）
- Nコンマガジン スーパー合唱教室 第4回「“ゆうき”について考えよう」（2014年4月26日、NHK Eテレ）
- Nコン2014全国大会 小学校の部（2014年10月12日、NHK Eテレ）
- いい風呂日和（2014年11月22日、TBS）
- おぎやはぎの愛車遍歴 NO CAR, NO LIFE! （2014年12月13日、BS日テレ ）
- 題名のない音楽会（2015年2月8日、テレビ朝日）
- 関ジャニの仕分け∞（2015年3月21日、テレビ朝日）
- あさイチ（2021年2月18日、NHK）
- 映画音楽はすばらしい! II（NHKBSプレミアム、NHK BS4K）（2021年4月3日）
- 映画音楽はすばらしい! V（NHKBSプレミアム、NHK BS4K）（2022年12月24日）
- 映画音楽はすばらしい! VI（NHKBSプレミアム、NHK BS4K）（2024年1月3日）

### ラジオ
- 真夏の夜の偉人たちナビゲーター役「J・ウィリアムズの映画音楽」（2015年8月11日、NHK-FM）
- Sound Music Theater DJレギュラー出演（2017年7月2日スタート、InterFM）
- 夜のプレイリストナビゲーター役（2017年11月7日〜11月11日、NHK-FM）
- 渡部秀 アクターズ・レイディオ[7][8]ゲスト（2018年9月17日[9][10]、10月1日[11][12]・全2回、JFN PARK）
- Sail On The Score ナビゲーター役（2019年3月3日～2021年3月28日、FMヨコハマ）

### 広告・スチール
- 旭化成ホームズ Smartrix 暮らしのカタチ「SMART HEBEL HAUS」
- YAMAHA
  - ハイブリッドピアノ『アバングランド』を感じよう!
  - クラビノーバ「ARTIST ON CRAVINOVA」